# A Bedtime Story
A Bedtime Story is een Amerikaanse filmkomedie uit 1933 onder regie van Norman Taurog. Destijds werd de film in Nederland uitgebracht onder de titel Alles voor de baby.

## Verhaal
Monsieur René is een rokkenjager die een onbekommerd vrijgezellenbestaan leidt in Parijs. Wanneer hij op een dag een vondeling vindt, besluit hij zich over hem te ontfermen. Zijn vaderrol staat zijn leven als casanova in de weg.

## Rolverdeling
| Acteur                | Personage              |
| --------------------- | ---------------------- |
| Maurice Chevalier     | Monsieur René          |
| Helen Twelvetrees     | Sally                  |
| Edward Everett Horton | Victor Dubois          |
| Adrienne Ames         | Paulette de l'Enclos   |
| Baby LeRoy            | Monsieur Baby          |
| Earle Foxe            | Max de l'Enclos        |
| Leah Ray              | Mademoiselle Gabrielle |
| Betty Lorraine        | Suzanne Dubois         |
| Gertrude Michael      | Louise                 |
| Ernest Wood           | Robert                 |
| Reginald Mason        | Vader van Louise       |
| Henry Kolker          | Politieagent           |
| George MacQuarrie     | Henry Joudain          |
| Paul Panzer           | Conciërge              |
| Frank Reicher         | Aristide               |
| Lillian Elliott       | Vrouw van Aristide     |
| George Barbier        | Speelgoedverkoper      |